# Euprepiophis mandarinus
Espèce
Synonymes
- Coluber mandarinus Cantor, 1842
- Ablabes pavo Annandale, 1912
- Elaphe takasago Takahashi, 1930
- Holarchus roulei Angel & Bourret, 1933
- Elaphe mandarina Smith, 1943

Statut de conservation UICN

 LC  : Préoccupation mineure
Euprepiophis mandarinus ou serpent ratier mandarin est une espèce de serpents de la famille des Colubridae.

## Répartition
Cette espèce se rencontre en Inde, dans le nord de la Birmanie, au Laos, au Viêt Nam, à Taïwan et dans le sud de la Chine.

## Description
Euprepiophis mandarinus mesure environ 120 cm à l'âge adulte. Son dos est gris beige et présente des losanges noires avec le centre jaune. Sa face ventrale est grisâtre avec un motif en forme de damier de couleur noire.

## Écologie et comportement
Euprepiophis mandarinus est un serpent terrestre qui se nourrit de petits mammifères et d'oiseaux. Il se réfugie souvent dans des terriers creusés par de petits animaux et est principalement crépusculaire. On le trouve du niveau de la mer jusqu'à environ 3 000 m d'altitude.

## Taxinomie
Durant les dernières années, il y a eu quelques controverses taxonomiques concernant le genre Elaphe. En se fondant sur des données de l'ADN mitochondrial, Utiger et al. en 2002 ont proposé une réorganisation de ce genre. C'est ainsi que Euprepiophis mandarinus, autrefois Elaphe mandarina, a été reclassée sous le genre Euprepiophis.

## Publication originale
- Cantor, 1842 : General Features of Chusan, with remarks on the Flora and Fauna of that Island. Annals and Magazine of Natural History, ser. 1, vol. 9, p. 265-278, 361-370, 481-493 (texte intégral).